# Olympische Jugend-Sommerspiele 2014/Teilnehmer (Paraguay)
| Gelbes Symbol für Goldmedaillen mit stilisierten Olympischen Ringen | Graues Symbol für Silbermedaillen mit stilisierten Olympischen Ringen | Braundes Symbol für Bronzemedaillen mit stilisierten Olympischen Ringen |
| ------------------------------------------------------------------- | --------------------------------------------------------------------- | ----------------------------------------------------------------------- |
| —                                                                   | —                                                                     | —                                                                       |

Die Jugend-Olympiamannschaft aus Paraguay für die II. Olympischen Jugend-Sommerspiele vom 16. bis 28. August 2014 in Nanjing (Volksrepublik China) bestand aus zehn Athleten.

## Athleten nach Sportarten

### Beachvolleyball
| Mädchen - Erika Sofia Mongelos Bobadilla - Michelle Sharon Valiente Amarilla 9. Platz | Jungen - Renato Bogarín - Elioth Frutos 9. Platz |

### Leichtathletik
Mädchen
- Araceli Llanes
Speerwurf: 15. Platz

### Reiten
- Valeria Jiménez
Springen Einzel: DNF
Springen Mannschaft: Silber  (im Team Südamerika)

### Rudern
Mädchen
- Alejandra Alonso
Einer: 6. Platz

### Schwimmen
Jungen
- Matías López
200 m Rücken: 8. Platz
200 m Lagen: 12. Platz

### Tennis
Mädchen
- Camila Giangreco
Einzel: Achtelfinale
Doppel: Viertelfinale (mit Doménica González  Ecuador)
Mixed: Viertelfinale (mit Marcelo Zormann  Brasilien)

### Tischtennis
Jungen
- Darío Toranzos
Einzel: 25. Platz
Mixed: 25. Platz (mit Chelsea Edghill  Guyana)